# Fraxern
Fraxern là một đô thị ở huyện Feldkirch thuộc bang Vorarlberg, Áo. Đô thị Fraxern có diện tích 8,87 km², dân số thời điểm năm 2006 là 689 người. Khu vực này có độ cao 817 mét trên mực nước biển.